# Nukina Kaioku

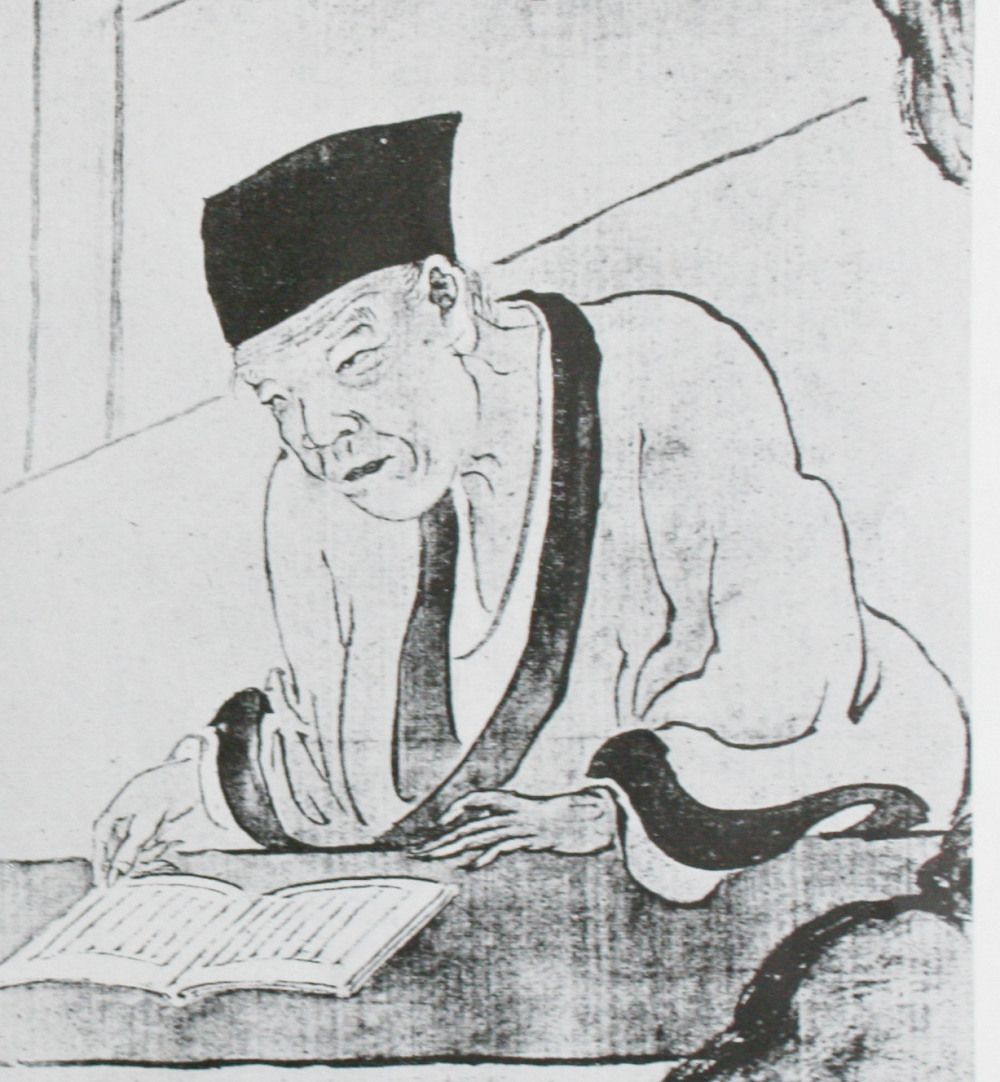
Nukina Kaioku

Nukina Kaioku (japanisch 貫名 海屋, eigentlich Yoshii Shigeru (吉井苞), auch Kaisen (海仙), ab dem Alter von 60: Kaisō (海叟), Sankandō (三緘堂), Shūō (菘翁), Shuseidō (須静堂), Shūsō (菘叟), ab 70: Sūō (菘翁), Tekishūō (摘菘翁); geb. März 1778 in Tokushima; gest. 21. Juni 1863, Präfektur Kyōto) war in der späten Edo-Zeit japanischer Konfuzianist, Kalligraph und Maler im Nanga-Stil. Er zählt zu den drei großen Kalligraphen in der ausgehenden Tokugawa-Zeit.

## Leben und Werk
Kaioku war der zweite Sohn eines Vasallen der Hachisuka in der Provinz Awa, der heutigen Präfektur Tokushima. Er begann sein Studium der Kalligrafie und Malerei der Kanō-Schule in Tokushima bei Yano Norihiro (?–1799), studierte daneben Buddhismus auf dem Kōya-san. Er reiste nach Nagasaki und studierten dort Malerei im Literatenstil unter Hidaka Tetsuō (日高鉄翁; 1791–1877), dem 14. Abt des Tempels Shuntoku-ji (春徳寺). Kaioku ging dann nach Edo und wurde von Nakai Chikuzan (1730–1804) im Konfuzianismus unterrichtet. Zudem befasste er sich mit  der chinesischen Malerei der Ming-Dynastie und Qing-Dynastie und wurde so durch Künstler wie Dong Qichang beeinflusst. Schließlich ließ sich Kaioku in Kyōto nieder und lehrte Konfuzianismus, war aber zugleich auch schöpferisch tätig in der Kalligraphie und Malerei.
Kaiokus Bilder zeigen Eleganz und sind zugleich betont einfach gehalten. Eine seiner bekanntesten Arbeiten trägt den Titel „Tempel Eigen im Herbst“ (永源寺秋景図, Eigenji shūkei zu); sie befindet sich im Privatbesitz. Nach dem Text am Bildrand malte Kaioku das Bild aus der Erinnerung an einen 26 Jahre zurückliegenden Besuch des in der Provinz Ōmi gelegenen Tempels, der für seine Laubfärbung im Herbst bekannt ist.

## Bilder

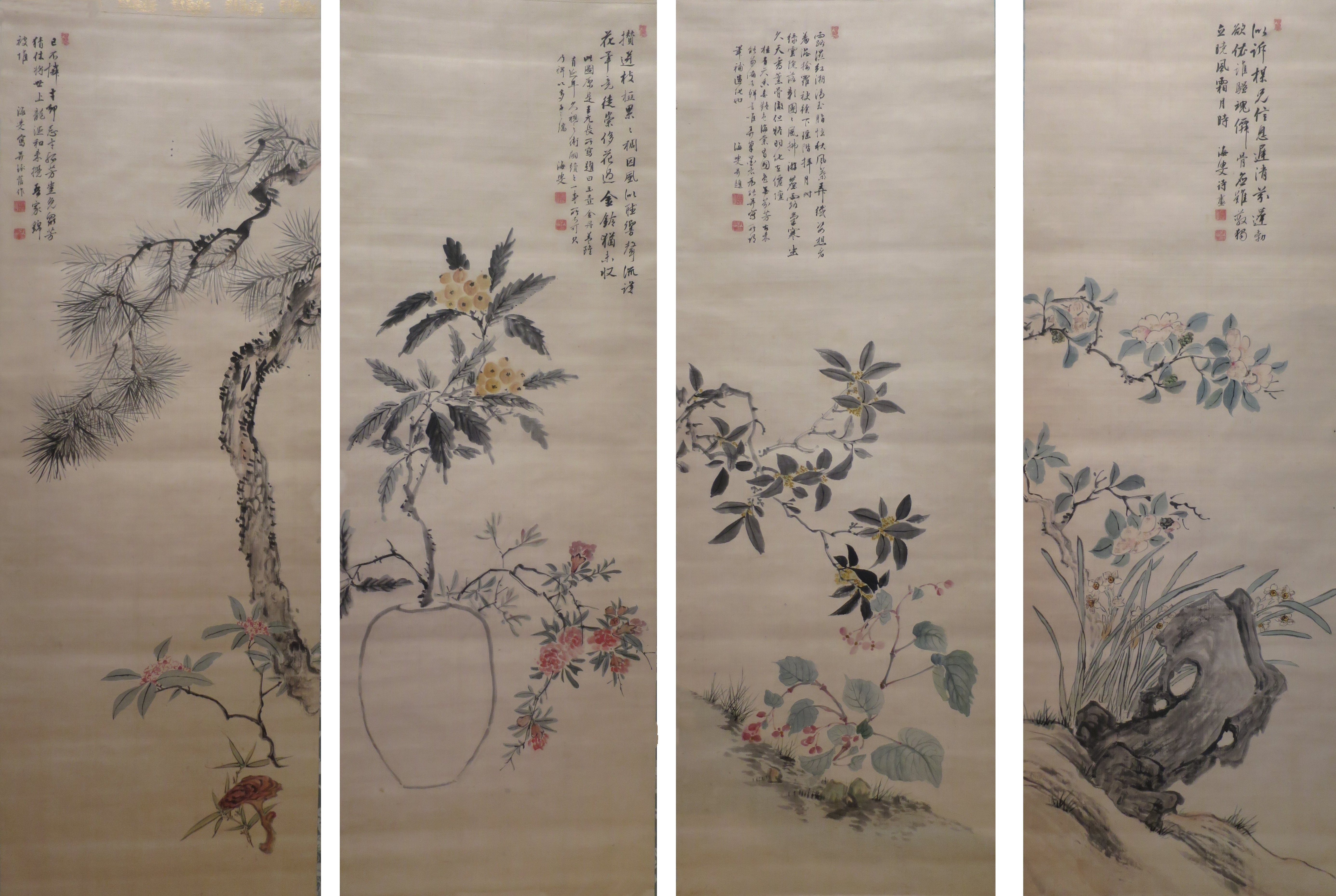
Pflanzen der vier Jahreszeiten
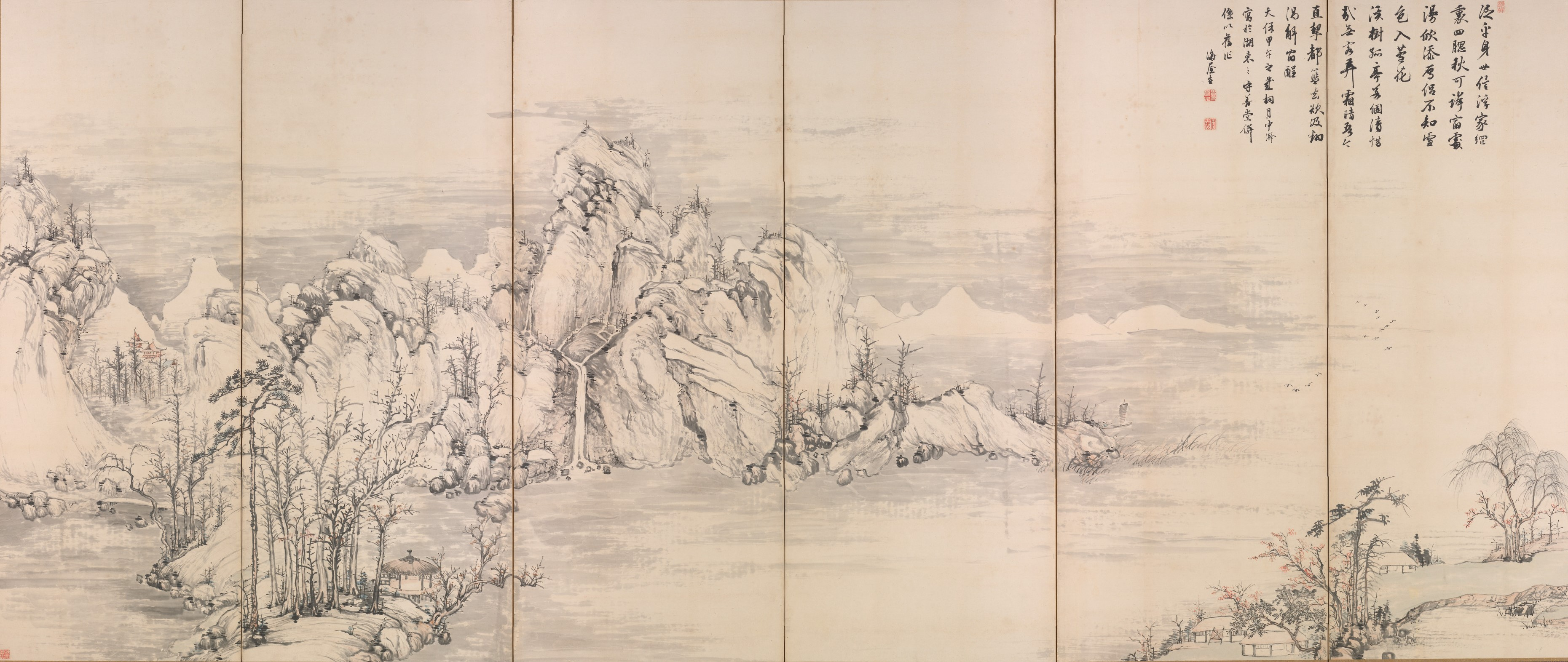
Landschaft am Biwa-See.